# Helene Holzman
Helene Holzman (lit. Elena Holcmanienė; ur. 30 sierpnia 1891 w Jenie, zm. 25 sierpnia 1968 w Gießen) – litewska malarka i nauczycielka, autorka wspomnień z okresu II wojny światowej opisujących niemiecką okupację w Kownie, żona Maxa. 

## Życiorys
Urodziła się w protestanckiej rodzinie o korzeniach żydowsko-niemieckich. Jej ojciec Siegfried Czapski był uznanym fizykiem i współpracownikiem Ernsta Abbego – szefa zakładów Zeissa w Jenie. Po ukończeniu szkoły średniej podjęła studia w weimarskiej szkole rzemiosł artystycznych, później uczyła się w Jenie, a od 1909 do 1911 we Wrocławiu. W Berlinie poznała swojego przyszłego męża Maxa Holzmana, który studiował malarstwo u prof. Beckmanna. W 1914 roku została nauczycielką rysunku w Oberhambachu. 
W czasie I wojny światowej przebywała w Jenie, gdzie wystawiła swoje prace w Towarzystwie Sztuki. W 1922 wyszła za mąż za Maxa Holzmana i przeniosła się z nim do Kowna. W stolicy Litwy pracowała jako nauczycielka rysunku w gimnazjum, pomagała również mężowi w prowadzeniu prywatnej księgarni i wydawnictwa. Po powrocie ze Śląska, na którym przebywała czasowo w latach 1928–1930 w majątku Unwürde, dalej uczyła rysunku, tym razem w gimnazjum niemieckim w Kownie. 
W czasie II wojny światowej jej mąż i starsza córka zostali zamordowani przez Niemców, sama Holzman z młodszą córką ukrywała się jako pół-Żydówka poza kowieńskim gettem. Spisywała wówczas w grubych zeszytach wspomnienia z okupowanej przez nazistów stolicy, portretując psychologię niemieckich okupantów, stosunek ludności litewskiej i rosyjskiej do Żydów oraz postawy ludzkie w obliczu Zagłady, które zostały wydane w Niemczech po pięćdziesięciu latach od zakończenia wojny, w 1999 (w Polsce trzy lata później). 
Po 1945 pracowała w Instytucie Politechnicznym w Kownie, gdzie nauczała języka niemieckiego. Z powodów politycznych została zwolniona, po czym do 1957 nauczała w średniej szkole muzycznej. Powróciła również do twórczości malarskiej. 
W 1965 wraz z córką Margarete opuściła Związek Radziecki osiedlając się w Gießen. Na rok przed śmiercią odbyła krótką wyprawę do Izraela, gdzie odwiedziła swych krewnych oraz byłych uczniów. Zmarła w wyniku wypadku samochodowego. 